# Norakert (Gegharkunik)
Norakert (in armeno Նորակերտ?) è un comune dell'Armenia di 978 abitanti (2009) della provincia di Gegharkunik, fondato nel 1927 come fattoria statale.